# Madeleine Bourdouxhe
Madeleine Bourdouxhe (Luik, 25 september 1906 - Brussel, 16 april 1996) was een Franstalig Belgisch auteur. Haar debuutroman, La femme de Gilles, verscheen kort vóór de Tweede Wereldoorlog en werd goed ontvangen. Jean Paulhan, hoofdredacteur van La Nouvelle Revue Française, had haar binnengeloodst bij Gallimard. Door de oorlog brak ze met de Parijse uitgeverswereld (die onder Duitse controle stond) en liet ze haar nieuwe werk in minder gerenommeerde huizen publiceren, wat haar carrière niet ten goede kwam. Nochtans bleef Bourdouxhe bevriend met Parijse intellectuelen als Paul Éluard en Henry Poulaille. Simone de Beauvoir haalde haar werk aan in De tweede sekse en Jean-Paul Sartre nam een van haar verhalen op in zijn tijdschrift Les temps modernes. Ze stond ook op goede voet met Raymond Queneau. In België behoorde ze tot de surrealistische kring van René Magritte en Paul Delvaux. Ze raakte engiszins in de vergetelheid maar werd in de jaren 80 herontdekt door de feministische literatuurkritiek. Het leidde tot nieuwe edities en vertalingen van haar werk.

## Tijdslijn
- 1906: geboorte in een Luiks ondernemersgezin;
- 1914: vlucht van het gezin Bourdouxhe naar Frankrijk;
- 1915: geboorte van haar zus Rosine;
- 1918: terugkeer naar Luik;
- 1918: verhuis naar Brussel en inschrijving aan het lycée Aldolphe Max te Etterbeek;
- 1920: geboorte van haar broer Henry;
- 1926: studies filosofie aan de ULB;
- 1927: huwelijk met wiskundeleraar Jacques Muller; verhuis naar Ukkel; studies afgebroken;
- 1936: de Russische schrijver en dissident Victor Serge trekt in bij de Mullers;
- 1937: publicatie van La femme de Gilles bij Gallimard;
- 1940: geboorte van haar dochter Marie; vlucht naar Labrède bij Bordeaux;
- 1941: terugkeer naar Brussel; het echtpaar verbergt een Joodse vrouw in huis; Madeleine wordt aan de Frans-Belgische grens aangehouden in het bezit van antinazipropaganda, maar mag haar weg vervolgen;
- 1943: publicatie van A la recherche de Marie bij Libris (breuk met het door collaborateurs overgenomen Gallimard);
- 1944: publicatie van Sous le pont Mirabeau bij Edition Lumière;
- 1946: verhuis naar de Zavel in Brussel;
- 1956: Gallimard weigert haar roman Mantoue est trop loin; Bourdouxhe keert zich af van de literaire wereld;
- 1964: aanstelling tot secretaris voor het leven van de Libre Académie de Belgique;
- 1972: geboorte van haar kleindochter Nadia Benzekry;
- 1974: dood van Jacques Muller;
- 1985: publicatie van zeven kortverhalen bij Les Editions Labor;
- 1988: verhuis naar de Diepestraat in Ukkel;
- 1996: overlijden.

## Oeuvre
- La femme de Gilles, 1937
- À la recherche de Marie, 1943
  - Heruitgave: Wagram 17-42. Marie attend Marie, 1989
- Sous le pont Mirabeau, 1944
- Sept nouvelles, 1985:
  - Anna
  - Un clou, une rose
  - Les jours de la femme Louise
  - Clara
  - L'aube est déjà grise
  - Blanche
  - Champs de lavende

### Onuitgegeven
- Vacances[2]
- Mantoue est trop loin[3]
- Le voyageur fatigué (onafgewerkt)

### In Nederlandse vertaling
- De vrouw van Gilles (Arena, 1993)
- Verzameld werk (Uitgeverij Atlas, 2002):
  - De vrouw van Gilles
  - Op zoek naar Marie
  - Onder de Pont Mirabeau
  - Zeven verhalen

## Films
- In 2004 maakte Nadia Benzekry een documentaire over haar grootmoeder: Une lumière dans la nuit. Un portrait de Madeleine Bourdouxhe.
- La femme de Gilles is verfilmd door Frédéric Fonteyne.